# 후쿠이 마사토
후쿠이 마사토(일본어: 福井 理人, 1988년 11월 14일 ~ )는 일본의 축구 선수이다.

## 구단 경력
과거 가이나레 돗토리에서 활동하였다.